# Secondino Ortega García
Secondino Ortega García C.M.F., in spagnolo  Secundino Ortega García  (Santa Cruz de la Salceda, 20 maggio 1912 – Barbastro, 13 agosto 1936), è stato un presbitero spagnolo, martirizzato a Barbastro durante la Guerra civile spagnola e venerato come beato dalla Chiesa cattolica.

## Biografia
Nacque a Santa Cruz de la Salceda, in provincia di Burgos il 20 maggio 1912 da Domingo e Genoveva García Bergón. Era una famiglia composta da nove figli, semplice e dalle profondamente radici cristiane. Nel settembre 1923, ad undici anni, entrò nel seminario clarettiano di Alagon e frequentò in questo istituto per due anni. Si trasferì a Cervera dove terminò il suo ciclo di studi. Emise i voti a Vic il 15 agosto 1928. Proseguì quindi le specializzazioni in Filosofia e Teologia a Solsona e Cervera. Venne trasferito quindi a Barbastro, dove venne ordinato sacerdote il 6 giugno 1936, poco più di due mesi prima del martirio.
Secondino era dotato di una personalità vivace e curiosa che gli era stata utile per terminare gli studi con pieno profitto. Era attratto dalla cultura e in particolare dalla letteratura, arrivando a redigere alcuni articoli per un periodico locale. Aveva un carattere deciso e determinato, contro il quale dovette lottare.
A seguito del clima di odio e di violenza anticlericale che caratterizzò quei giorni, Il 20 luglio 1936 il seminario venne perquisito e i religiosi arrestati. Durante le oltre tre settimane di prigionia nel salone-carcere dell'edificio dei padri scolopi, diede coraggio ai compagni e amministrò in più occasioni il sacramento della riconciliazione. La notte del 12 agosto, nei drammatici momenti che seguirono la separazione del secondo gruppo di clarettiani per essere condotti alla fucilazione, il padre Ortega diede l'assoluzione sacramentale ai confratelli: Quando già si trovava separato dal gruppo, il padre Pavon cercò con lo sguardo uno dei due sacerdoti rimasti, il padre Ortega paralizzato dall'emozione ebbe la prontezza di sollevare il braccio verso di loro e di pronunciare in maniera discreta le parole sacramentali: Io vi assolvo da tutti i vostri peccati, nel nome del Padre, del Figlio, e dello Spirito Santo. Il mattino seguente firmo la lettera di addio alla Congregazione con le parole:
(Gabriel Campo Villegas, Esta es nuestra sangre, p. 220)
Come superiore della comunità rimasta, ricevette la professione perpetua di Giuseppe Amorós Hernández e Stefano Casadevall Puig. La notte seguente, il padre Ortega venne condotto al martirio insieme con diciannove seminaristi e coadiutori. Morì sul ciglio di una strada fuori città, fucilato da miliziani anarchici fedeli al governo repubblicano nelle prime ore del 13 agosto 1936. I loro corpi furono gettati in una fossa comune.
Dopo la guerra i resti dei martiri furono riesumati e si possono venerare oggi nella cripta della casa museo a Barbastro. Nel 2013 è uscito un film sulla vicenda intitolato Un Dios prohibido per la regia di Pablo Moreno.

## Culto
La beatificazione avvenne a Roma, ad opera di Giovanni Paolo II, il 25 ottobre 1992. La Chiesa cattolica lo ricorda il 12 agosto.